# Dirty Deeds Done Dirt Cheap/A Giant Dose Of Rock ’n’ Roll Tour
Dirty Deeds Done Dirt Cheap/A Giant Dose Of Rock ’n’ Roll Tour – pierwsza trasa koncertowa grupy muzycznej AC/DC, obejmująca tylko Australię i Wielką Brytanię, w jej trakcie odbyły się siedemdziesiąt dwa koncerty.

## Program koncertów

### Wielka Brytania
1. „Live Wire”
2. „She’s Got Balls”
3. „Dog Eat Dog”
4. „The Jack”
5. „Problem Child”
6. „Jailbreak”
7. „High Voltage”
8. „Bad Boy Boogie”
9. „Baby, Please Don’t Go” (cover Big Joe Williamsa)

### Australia
1. „Dirty Deeds Done Dirt Cheap”
2. „She’s Got Balls”
3. „Problem Child”
4. „Live Wire”
5. „Jailbreak”
6. „The Jack”
7. „Can I Sit You Next You Girl”
8. „T.N.T.”
9. „High Voltage”
10. „Baby Please Don’t Go” (cover Big Joe Williamsa)

## Lista koncertów
1. 27 października 1976 – Southampton, Anglia – University of Southampton
2. 28 października 1976 – Swansea, Walia – Swansea University
3. 29 października 1976 – Birmingham, Anglia – Birmingham Town Hall
4. 30 października 1976 – Lancaster, Anglia – Lancaster University
5. 31 października 1976 – Edynburg, Szkocja – Caley Picture House
6. 2 listopada 1976 – Glasgow, Szkocja – Glasgow City Hall
7. 3 listopada 1976 – Manchester, Anglia – Manchester University
8. 5 listopada 1976 – Cardiff, Walia – Cardiff University
9. 6 listopada 1976 – Liverpool, Anglia – Liverpool Stadium
10. 7 listopada 1976 – Bristol, Anglia – Colston Hall
11. 9 listopada 1976 – Norwich, Anglia – St Andrew’s Hall
12. 10 listopada 1976 – Londyn, Anglia – Hammersmith Odeon
13. 11 listopada 1976 – Guildford, Anglia – Guildford Civic Hall
14. 12 listopada 1976 – Cambridge, Anglia – Cambridge Corn Exchange
15. 13 listopada 1976 – Newcastle, Anglia – Newcastle University
16. 15 listopada 1976 – Oksford, Anglia – Oxford University
17. 2 grudnia 1976 – Perth, Australia – Perth Entertainment Centre
18. 4 grudnia 1976 – Adelaide, Australia – Apollo Stadium
19. 5 grudnia 1976 – Melbourne, Australia – Sidney Myer Music Bowl
20. 7 grudnia 1976 – Shepparton, Australia – Shepparton Civic Centre
21. 8 grudnia 1976 – Albury, Australia – Albury City Hall
22. 9 grudnia 1976 – Canberra, Australia – Ginnindera High School
23. 10 grudnia 1976 – Wollongong, Australia – Wollongong Town Hall
24. 11 grudnia 1976 – Newcastle, Australia – Newcastle Civic Centre
25. 12 grudnia 1976 – Sydney, Australia – Hordern Pavillon
26. 13 grudnia 1976 – Orange, Australia – Amoco Centre
27. 14 grudnia 1976 – Dubbo, Australia – Dubbo Civic Centre
28. 17 grudnia 1976 – Toowoomba, Australia – Harristown State High School
29. 18 grudnia 1976 – Brisbane, Australia – Brisbane Festival Hall
30. 19 grudnia 1976 – Brisbane, Australia – Bundaberg Showgrounds
31. 20 grudnia 1976 – Rockhampton, Australia – Rokchampton City Hall
32. 22 grudnia 1976 – Murwillumbah, Australia – nieznane miejsce koncertu
33. 23 grudnia 1976 – Gold Coast, Australia – Miami State High School
34. 7 stycznia 1977 – Hobart, Australia – Hobart City Hall
35. 8 stycznia 1977 – Launceston, Australia – Princess Hall
36. 9 stycznia 1977 – Burnie, Australia – Burnie Civic Center
37. 11 stycznia 1977 – Horsham, Australia – Horsham Town Hall
38. 12 stycznia 1977 – Portland, Australia – Portland Civic Hall
39. 13 stycznia 1977 – Bendigo, Australia – Eaglehawk Town Hall
40. 14 stycznia 1977 – Ballarat, Australia – St Patrick’s Community Hall
41. 15 stycznia 1977 – Melbourne, Australia – Festival Hall
42. 17 stycznia 1977 – Moe, Australia – Moe City Hall
43. 30 stycznia 1977 – Sydney, Australia – Sydney Haymarket
44. 5 lutego 1977 – Hurstsville, Australia – Marana Civic Centre
45. 12 lutego 1977 – Adelaide, Australia – Apollo Stadium
46. 13 lutego 1977 – Adelaide, Australia – nieznane miejsce koncertu
47. 14 lutego 1977 – Adelaide, Australia – nieznane miejsce koncertu
48. 15 lutego 1977 – Perth, Australia – Perth Entertainment Centre
49. 18 lutego 1977 – Edynburg, Szkocja – Edinburgh University
50. 19 lutego 1977 – Glasgow, Szkocja – Glasgow University
51. 20 lutego 1977 – Blackpool, Anglia – Imperial Ballroom
52. 22 lutego 1977 – Cardiff, Walia – Top Rank Suite
53. 23 lutego 1977 – Derby, Anglia – Kings Hall
54. 24 lutego 1977 – Malvern, Anglia – Malvern Winter Gardens
55. 25 lutego 1977 – Cambridge, Anglia – Cambridge Corn Exchange
56. 26 lutego 1977 – Exeter, Anglia – Exeter University
57. 27 lutego 1977 – Reading, Anglia – Top Rank Suite
58. 28 lutego 1977 – Bournemouth, Anglia – Bournemouth Village Bowl
59. 1 marca 1977 – Portsmouth, Anglia – Locaro Ballroom
60. 4 marca 1977 – Newcastle upon Tyne, Anglia – Mayfair Ballroom
61. 5 marca 1977 – Northampton, Anglia – County Cricket Ground
62. 6 marca 1977 – Plymouth, Anglia – Fiesta
63. 10 marca 1977 – Norwich, Anglia – St. Andrew’s Hall
64. 11 marca 1977 – Londyn, Anglia – Rainbow Theatre
65. 12 marca 1977 – Leeds, Anglia – Leeds University
66. 13 marca 1977 – Wolverhampton, Anglia – Wolverhampton Civic Hall
67. 14 marca 1977 – St Alban, Anglia – St Alban Towns Hall
68. 15 marca 1977 – Scarborough, Anglia – Penthouse Club
69. 17 marca 1977 – Manchester, Anglia – Electric Circus
70. 18 marca 1977 – Coventry, Anglia – Lanchester Polytechnic
71. 19 marca 1977 – Southend-on-Sea, Anglia – Kursaal Ballroom
72. 20 marca 1977 – Croydon, Anglia – Greyhound